# National Soccer League 2001-02
La National Soccer League 2001-02 fue el vigésimo sexto campeonato de la National Soccer League, la liga de fútbol profesional en Australia. Estuvo organizada por la Federación de Fútbol de Australia (FFA). Este campeonato estuvo integrado por 13 clubes.
Durante la temporada regular, los clubes disputaron 24 partidos, siendo el Perth Glory el que más puntos acumuló, con un total de 55, seguido por el Newcastle United con 42. Los seis primeros equipos con mejores puntajes clasificaron a una fase eliminatoria, para definir a los dos finalistas del certamen. El Newcastle United y Olympic Sharks fueron los dos clubes que llegaron a la final, después de ganar al Perth Glory y South Melbourne respectivamente. 
El partido de la final se jugó a las 13:00 hora de Australia y fue dirigido por el australiano Mark Shield. Fue un partido parejo durante la primera mitad, aunque en el tiempo complementario, el Olympic Sharks se adelantó con un gol del australiano Ante Milicic, a los 48 minutos. El partido terminaría 1:0 a favor del Olympic y significó el segundo título en su historia, después de haberse coronado campeón en la temporada  1989-90. El goleador del certamen fue Damian Mori con 17 tantos.

## Clasificación
| Posición              | Equipo            | PJ | PG | PE | PP | GF | GC | GD  | Puntos |
| --------------------- | ----------------- | -- | -- | -- | -- | -- | -- | --- | ------ |
| 1                     | Perth Glory       | 24 | 16 | 7  | 1  | 52 | 23 | +29 | 55     |
| 2                     | Newcastle United  | 24 | 10 | 12 | 2  | 33 | 21 | +12 | 42     |
| 3                     | Olympic Sharks    | 24 | 12 | 4  | 8  | 37 | 24 | +13 | 40     |
| 4                     | Brisbane Strikers | 24 | 10 | 7  | 7  | 40 | 33 | +7  | 37     |
| 5                     | South Melbourne   | 24 | 10 | 6  | 8  | 30 | 22 | +8  | 36     |
| 6                     | Melbourne Knights | 24 | 11 | 3  | 10 | 41 | 40 | +1  | 36     |
| 7                     | Parramatta Power  | 24 | 10 | 4  | 10 | 34 | 30 | +4  | 34     |
| 8                     | Northern Spirit   | 24 | 9  | 7  | 8  | 36 | 39 | -3  | 34     |
| 9                     | Marconi Stallions | 24 | 8  | 6  | 10 | 32 | 36 | -4  | 30     |
| 10                    | Wollongong Wolves | 24 | 6  | 7  | 11 | 28 | 43 | -15 | 25     |
| 11                    | Sydney United     | 24 | 6  | 6  | 12 | 27 | 37 | -10 | 24     |
| 12                    | Adelaide City     | 24 | 4  | 8  | 12 | 27 | 39 | -12 | 20     |
| 13                    | Football Kingz FC | 24 | 3  | 5  | 16 | 28 | 58 | -30 | 14     |
| Estadísticas finales. |                   |    |    |    |    |    |    |     |        |

| Nota: | A diferencia de otros torneos, cada victoria equivale a 3 puntos. |
| Nota: | No hubo equipos descendidos a segunda división.                   |
|       |                                                                   |
|       | Clubes clasificados a una ronda eliminatoria.                     |

## Rondas finales

### Primera eliminatoria
| Partido | Equipo local      | Resultado | Equipo visitante  | Estadio          | Asistencia | Fecha               |
| 1       | South Melbourne   | 2-0       | Brisbane Strikers | Bob Jane Stadium | 8450       | 14 de abril de 2002 |
| 2       | Brisbane Strikers | 1-2       | South Melbourne   | Ballymore        | 5391       | 21 de abril de 2002 |

| Partido | Equipo local      | Resultado | Equipo visitante  | Estadio         | Asistencia | Fecha               |
| 1       | Melbourne Knights | 0-0       | Olympic Sharks    | Knights Stadium | 3421       | 14 de abril de 2002 |
| 2       | Olympic Sharks    | 6-2       | Melbourne Knights | Toyota Park     | 5850       | 21 de abril de 2002 |

### Semifinales
| Partido | Equipo local     | Resultado | Equipo visitante | Estadio                  | Asistencia | Fecha               |
| 1       | Perth Glory      | 4-1       | Newcastle United | Subiaco Oval             | 31 963     | 20 de abril de 2002 |
| 2       | Newcastle United | 2-0       | Perth Glory      | Energy Australia Stadium | 17 503     | 26 de abril de 2002 |

| Equipo local   | Resultado | Equipo visitante | Estadio         | Asistencia | Fecha               |
| Olympic Sharks | 2-1       | South Melbourne  | Marconi Stadium | 6341       | 28 de abril de 2002 |

### Final preliminar
| Equipo local     | Resultado | Equipo visitante | Estadio                  | Asistencia | Fecha             |
| Newcastle United | 0-1       | Olympic Sharks   | Energy Australia Stadium | 17 708     | 5 de mayo de 2002 |

### Final
| 12 de mayo de 2002 13:00 AWST | Perth Glory | 0-1     | Olympic Sharks | Subiaco Oval, Perth                                     |                                                         |
|                               |             | Reporte | Milicic 48'    | Asistencia: 42 735 espectadores Árbitro(s): Mark Shield | Asistencia: 42 735 espectadores Árbitro(s): Mark Shield |

## Premios
- Jugador del año: Fernando Rech (Brisbane Strikers).[3]
- Jugador del año categoría sub-21: Joseph Schirripa (Newcastle United).[3]
- Goleador del torneo: Damian Mori (Perth Glory – 17 goles).[3]
- Director técnico del año: Ian Crook (Newcastle United).[3]